# Suore orsoline di Cleveland
Le Suore Orsoline di Cleveland (in inglese Ursuline Nuns of Cleveland; sigla O.S.U.) sono un istituto religioso femminile di diritto pontificio.

## Storia
Il monastero di Cleveland fu fondato l'8 agosto 1850 da una comunità di orsoline, provenienti da Boulogne-sur-Mer e guitata da Maria Annunciata Beaumont, giunta negli Stati Uniti su invito del vescovo Louis Amadeus Rappe.
Pur osservando un regime claustrale, nel 1853 ottennero dalla Santa Sede la facoltà di uscire dal monastero per insegnare nelle scuole parrocchiali della diocesi.
Le orsoline di Cleveland fondarono anche le domus sui iuris di Toledo, Tiffin e Youngstown.
Nel capitolo generale del 1945 si stabilì di aggiornare le costituzioni e di organizzare un governo centralizzato: la Santa Sede, con decreto del 15 gennaio 1948, approvò le costituzioni delle orsoline riunendo il monastero di Cleveland e le sue filiazioni in una congregazione centralizzata; la fusione non era però nelle intenzioni delle orsoline, che avevano chiesto un governo centralizzato per ciascuno dei tre rami dell'istituto, così con decreto del 24 giugno 1948 la Santa Sede concesse che i monasteri di Cleveland, Toledo e Youngstown continuassero a essere autonomi e assumessero ognuno la struttura di congregazione con governo centralizzato.

## Attività e diffusione
Le suore si dedicano all'educazione della gioventù.
La sede generalizia è a Cleveland.
Alla fine del 2015 l'istituto contava 158 religiose in 37 case.